# Georges Brassens (Calvet)
Georges Brassens est un récit biographique du chanteur Georges Brassens écrite par Louis-Jean Calvet avec une préface de Louis Harmand.

## Introduction
C'est un travail en profondeur sur Georges Brassens que nous propose Louis-Jean Calvet, qui s'appuie sur sa grande connaissance de la chanson en général, sur les témoignages et interviews de proches du chanteur ainsi que sur de nombreux documents. Il retrace dans son livre l'extraordinaire destin de ce fils de maçon sétois qui sut résister à toutes les modes, et devint le symbole de la chanson poétique, le 'poète de la chanson française'.